# Tang Baisheng
Tang Baisheng (Suzhou, 19 juni 1932) is een Chinees vertaler en diplomaat. Hij was ambassadeur van China in Suriname.

## Biografie
Tang Baisheng werd geboren in Suzhou, Jiangsu, en studeerde in 1956 af aan in Spaans aan het Buitenlandse Taleninstituut van Peking. Daarna bleef hij hier werkzaam als docent. In 1963 werd hij overgeplaatst naar de vertaaldienst van het ministerie van Buitenlandse Zaken. Hij was ook politiek adviseur op de Chinese ambassade in Chili.
Hij diende van oktober 1991 tot september 1994 als ambassadeur in Suriname. Hij werd op 1 september 1994 onderscheiden als drager van het Grootlint in de Ereorde van de Palm.
Na zijn pensionering in 1994 bij het ministerie bleef Tang actief als vertaler. Hij was voorzitter van de Spaanse vakcommissie van het nationale examen voor vertaalprofessionals. In 2002 kreeg hij de eretitel "Buitenlandstalig expert van het ministerie van Buitenlandse Zaken".
In 2005 werd hij door de Chinese Vertalersvereniging benoemd tot "senior vertaler". In 2018 ontving hij de Vertaalcultuurprijs voor een levenslange bijdrage, als een van de pioniers voor het Spaans in China. In zijn leven trad hij regelmatig op als tolk voor de Chinese staatsleiding.